# Alfa y omega

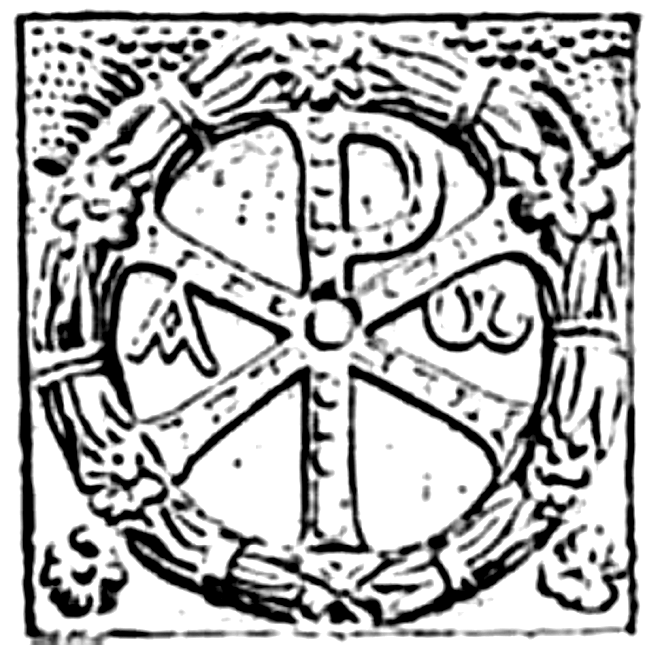
Un crismón con el alfa y omega.

Escudo de armas del Principado de Asturias.

El escudo de armas de la diócesis anglicana de Trinidad.

Alfa y omega (en griego: Α- Ω o ω) son la primera y la última letra del alfabeto griego, tradicionalmente se utiliza como frase de principio y fin. En el libro del Apocalipsis se encuentra esta combinación para referirse a Jesucristo y por ende a Dios, y a menudo se adjuntan con la cruz, el crismón u otros símbolos cristianos.

## En el cristianismo
En griego está escrito como «το 'Αλφα και το Ωμέγα».
Sería similar a referirse en español a "A y Z". Aunque, cuando aparece este título es clarificado con el título adicional "el Principio y el Fin" (Apocalipsis 21, 6; 22, 13).
La frase "Yo soy el alfa y la omega" (en griego koiné: "ἐγώ εἰμι τὸ Ἄλφα καὶ τὸ Ὦ"), es un apelativo de Jesús y del Padre en el Apocalipsis (versículos 1:8, 21:6 y 22:13). Aparece por primera vez en el capítulo 1 versículo 8 (1:8) y puede encontrarse en todos los manuscritos del Apocalipsis que tienen el versículo 1:8. Algunos manuscritos más tardíos repiten "Yo soy el alfa y la omega" en 1:11 también, pero esto no aparece en los manuscritos más antiguos, incluyendo el Alejandrino, el Sinaítico y el Códice Ephraemi Rescriptus. Por esto es omitida en ese versículo en algunas traducciones modernas. El académico Robert Young afirma acerca de esta frase en el versículo 1:11 que "los [manuscritos] más antiguos la omiten".
Muchos especialistas y diccionarios aplican este título tanto a Dios Padre como a Jesucristo. De ahí que las letras Alfa y Omega yuxtapuestas se usen desde antiguo como un símbolo cristiano (ver ejemplos).
Este símbolo lo sugiere el Apocalipsis, donde muchos creen que Cristo, así como Yahvé, es "el Primero y el Último" (ii, 8); "el Alfa y la Omega, el Primero y el Último, el Principio y el Fin" (cf., xxii, 13; i, 8).
Clemente de Alejandría habla de la expresión como "el Alfa y la Omega por quien solo el fin se convierte en principio y el fin de nuevo en el principio original sin ninguna interrupción" (Stromata, IV, 25).
Tertuliano (De Monogamiâ, v), y por Prudencio (Cathemer, ix, 10) sabemos que en el siglo IV la interpretación de los escritos apocalípticos seguían siendo los mismos: "Alpha et Omega cognominatus, ipse fons et cláusula, Omnium quae sunt, fuerunt, quaeque post futura sunt" que traduce «Alfa y Omega sinónimo, el origen y el final mismo de todas las cosas que son, fueron y serán».
Fue, sin embargo, al principio de la cristiandad en que el símbolo Alfa y Omega se encontraba en boga.
Esta frase es interpretada por muchos cristianos como significado de que Dios existió desde el principio del tiempo y que existirá por siempre.[cita requerida]

## En la cultura popular
También es un mapa de la modalidad de zombis del videojuego Call of Duty Black Ops 4, donde los protagonistas visitan una base de pruebas nucleares creada en los años 60, situada en Nevada, para conseguir un elemento antiguo. Alpha Omega simboliza los misiles nucleares repartidos por la zona.
Asimismo dos de los juegos de la franquicia Pokémon se titulan Pokémon rubí omega y Pokémon zafiro alfa, siendo un relanzamiento de los juegos antiguos en una versión más moderna para la consola Nintendo 3DS.
En el videojuego Unreal Tournament, el jefe final, Xan Kriegor, quien hace referencia a Gregorio Magno, sexagésimo cuarto papa de la Iglesia católica, mejor conocido San Gregorio, hace mención de esta combinación en una de sus burlas: "Yo soy el Alfa y el Omega".